# Wacky Races (videojuego de Hi-Tec Software)
Wacky Races es un videojuego de plataformas y carreras inspirado en la serie animada de Hanna-Barbera Los autos locos, desarrollado por Hi-Tec Software, y publicado en el 1991 para Amiga y Atari ST, y en el 1992 para Amstrad CPC, Commodore 64 y ZX Spectrum. Consiste en un juego de carreras llevado al género de las plataformas, protagonizado por Pierre Nodoyuna y Patán.
A finales de 1991, Atlus desarrolló para la NES un videojuego totalmente diferente, bajo la misma marca.

## Jugabilidad
El juego consiste principalmente en carreras de autos en imaginativos cursos de desplazamiento horizontal bidimensional, con una vista de perfil. Solo en el Amiga y Atari ST varía a una vista . Los recorridos se desarrollan en entornos montañosos o sobre edificios y constan de plataformas, horizontales o en pendiente, desde el extremo izquierdo hacia la derecha. El jugador controla el auto de Pierre Nodoyuna compitiendo con otros autos de la serie animada homónima, para un total de seis competidores (cuatro en Amstrad CPC y ZX Spectrum). 
El automóvil se puede mover a varias velocidades hacia adelante o hacia atrás y puede saltar. A veces, las plataformas a varias altitudes forman múltiples rutas alternativas, e incluso puede ser necesario retroceder para tomar otra ruta porque se encuentra en un callejón sin salida. Los peligros son caer por los precipicios del escenario y chocar con otros competidores o con animales y otros obstáculos. El jugador cuenta con varias "vidas" y algunas barras energéticas para cada una. El automóvil está armado con una púa retráctil corta que se puede empujar hacia adelante para golpear y eliminar los obstáculos y los automóviles rivales. 
El juego cuenta con seis etapas, cada una con sus propias características; para pasar una etapa es necesario llegar a meta con un buen ranking. Entre las etapas hay niveles intermedios donde el jugador controla al personaje a pie, y puede colocar trampas para otros corredores. 
El diseño de niveles es prácticamente el mismo en las versiones Amiga, Atari ST y Commodore 64, mientras que las versiones Amstrad CPC y ZX Spectrum tienen escenarios diferentes, pero se corresponden entre sí. La versión de ZX Spectrum tiene una vista principal monocromática, aunque originalmente estaba pensada en color (una versión preliminar, inédita, fue desarrollada en 1991 por Enigma Variations Ltd., también autor de los originales Amiga y ST).  
Los niveles intermedios, en particular, tienen un funcionamiento diferente según la versión: 
- En el Amiga, Atari ST y Commodore 64, el jugador controla a Pierre Nodoyuna escalando una pared rocosa de desplazamiento vertical, saltando sobre plataformas y usando escaleras. El jugador debe recoger los componentes de la trampa uno a la vez y llevárselos a Patán que espera abajo y los ensambla automáticamente.
- En Amstrad CPC y ZX Spectrum, Patán se controla en un escenario de desplazamiento horizontal, estilísticamente similar al de la carrera anterior, pero mucho más corto. Las trampas y otras bonificaciones se encuentran dentro de los bloques etiquetados como "?", Para romper saltando sobre ellos desde abajo, al estilo de Super Mario Bros..